# Christie (banda)
Christie es una banda de rock británica formada en la ciudad de Leeds, Yorkshire en 1965.
Son más recordados por su único éxito internacional "Yellow River" publicado en 1970.

## Carrera
Además de a su vocalista, bajista y compositor Jeff Christie, los miembros fundadores incluían al guitarrista Vic Elmes y al batería Mike Blakley. Jeff Christie había trabajado con varias bandas musicales, como The Outer Limits y Acid Gallery.
En 1969, Jeff Christie ofreció su composición Yellow River a The Tremeloes. Ellos la grabaron para lanzarla como sencillo, pero cambiaron de opinión y permitieron a Christie usar ellos la música ya grabada. Consiguieron un número uno en la lista de ventas británica en junio de 1970, y llegaron al 23 en Estados Unidos, donde permanecieron 23 semanas en el Hot 100, que fue el mayor número de semanas para una canción dentro de la lista en 1970. Fue un éxito internacional, y fue número uno en 26 países, entre ellos España, donde alcanzó el número uno de 40 Principales el 8 de noviembre de 1970. Acumuló tres millones de ventas en todo el mundo.
El siguiente sencillo, en octubre de 1970, fue San Bernadino, y alcanzó el 7 en Reino Unido y el 1 en Alemania, pero en Estados Unidos no pasó del 100. Las dos canciones formaron parte del álbum homónimo de debut de la banda ese año, que permaneció en la lista Billboard de Estados Unidos durante diez semanas. Pero el trío no pudo mantener una carrera duradera, y Blakley fue reemplazado por Paul Fenton justo antes del lanzamiento del segundo álbum de la banda, For All Mankind, en 1971.
Lem Lubin se unió al grupo para Iron Horse (1972), pero la canción que daba título al álbum resultó ser el último éxito del grupo. La salida de Fenton y Lubin marcó el fin de la formación original, pero Jeff Christie regresó con nuevos miembros, Terry Fogg como batería, Roger Flavell como bajista y Danny Krieger a la guitarra. En 1974 lanzaron el sencillo Alabama/I'm Alive, que falló en la tarea de intentar resucitar el éxito de la banda. Entonces, Fogg fue reemplazado por Roger Willis, y Krieger lo fue por Terry Fogg. JoJo's Band, escrita por Elmes, fue un éxito para Jeff Christie en Argentina y Brasil, mientras que el último hit de Christie, Navajo, llegó al número uno en México.
Jeff Christie mantuvo el nombre del grupo vivo hasta finales de 1973 cambiando miembros de la banda, y grabando canciones para Mercury Records a mediados de los setenta. Siguió usando el nombre del grupo incluso como un alias para material que grabó en solitario, hasta que en los ochenta comenzó a usar su nombre completo. Hubo disputas sobre el nombre del grupo en los ochenta, aunque Jeff Christie fue el que lo usó más recientemente, mientras que Vic Elmes apareció a veces en Europa al frente de una banda llamada Christie Again.
Jeff Christie refundó la banda en 1990 con miembros de la banda británica Tubeless Hearts, Kev Moore, Simon Kay y Adrian 'Fos' Foster. Esta banda se presentó a la preselección de Reino Unido en el Festival de Eurovisión 1991 con el tema Safe in your Arms, pero no tuvieron éxito. Siguieron dando giras de conciertos durante doce años más por toda Europa, Rusia e Israel, grabando de vez en cuando. Tras un descanso de cuatro años y tras el lanzamiento de un doble álbum por parte de Jeff Christie titulado Floored Masters, la formación de 1990 se reunificó de nuevo y salieron de gira por Europa en 2009.

## Discografía

### Álbumes
- Christie (1970)
- For All Mankind (1971)
- Iron Horse (1972)
- Los Más Grandes Éxitos (1972)
- Navajo [publicado en México] (1974)
- Christie Again - Greatest Hits and More (2004)
- Jeff Christie - Floored Masters (Past Imperfect) (2009)

### Singles
- There's Just No Pleasing You / My Little Girl (1965)
- Just How Wrong You Can Be / Blue Turns To Grey (1966)
- When The Work Is Thru' (1967)
- Just One More Chance / Help Me Please (1967)
- Great Train Robbery / Sweet Freedom (1968)
- Travelling Circus / Henry Long (1968)
- Yellow River (1970)
- San Bernadino (1970)
- Man Of Many Faces (1971)
- Iron Horse (1972)